# Gola di Cheddar

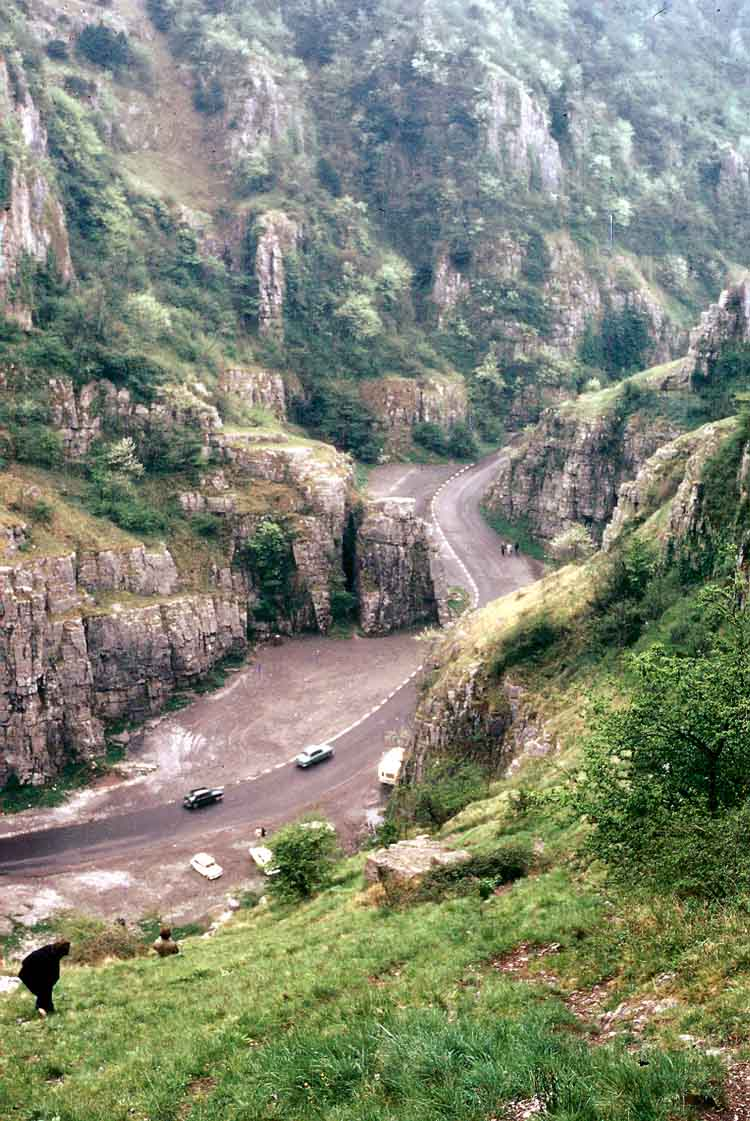
Somerset (Inghilterra): la Gola di Cheddar (Cheddar Gorge)

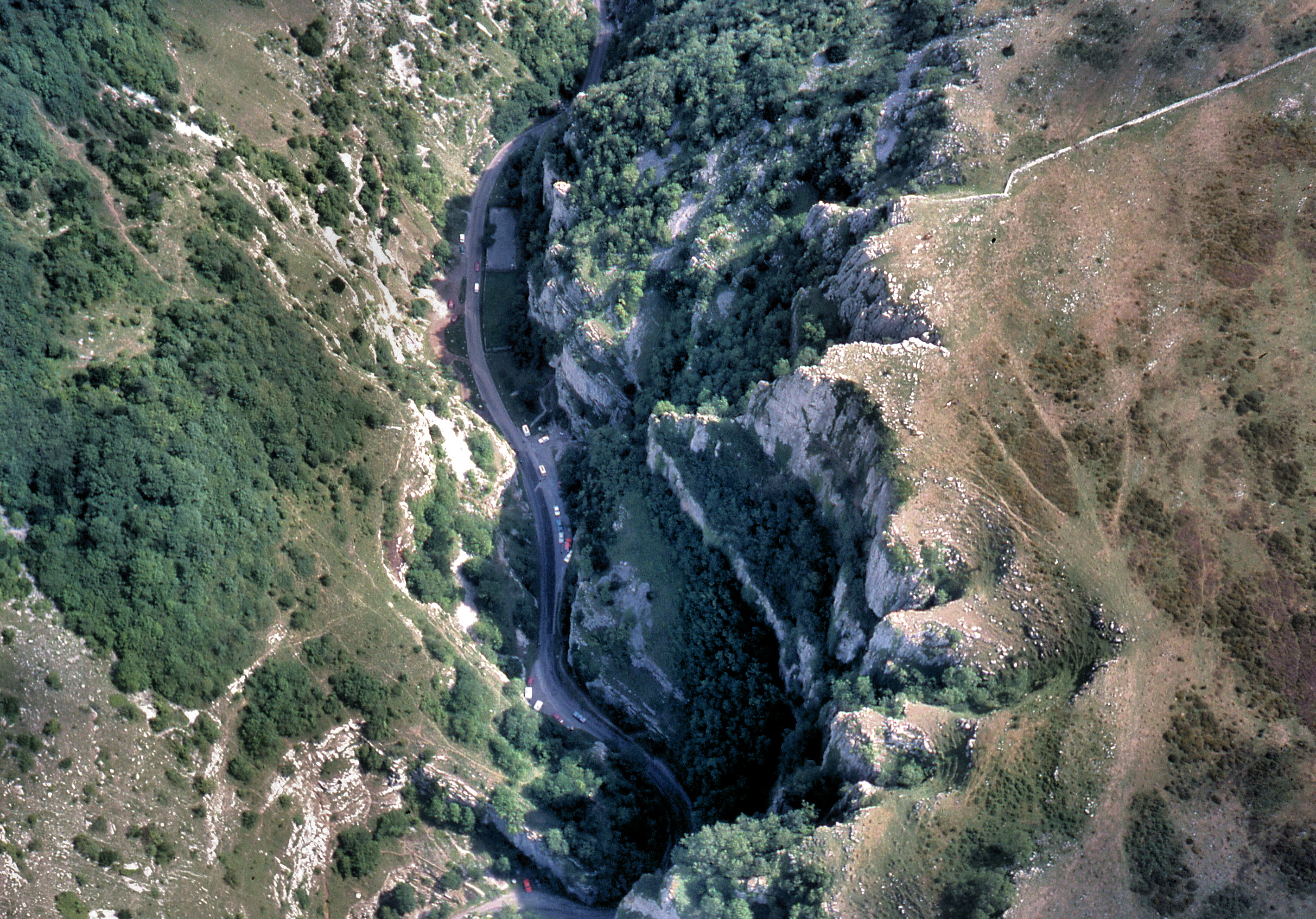
Ripresa aerea della Gola di Cheddar

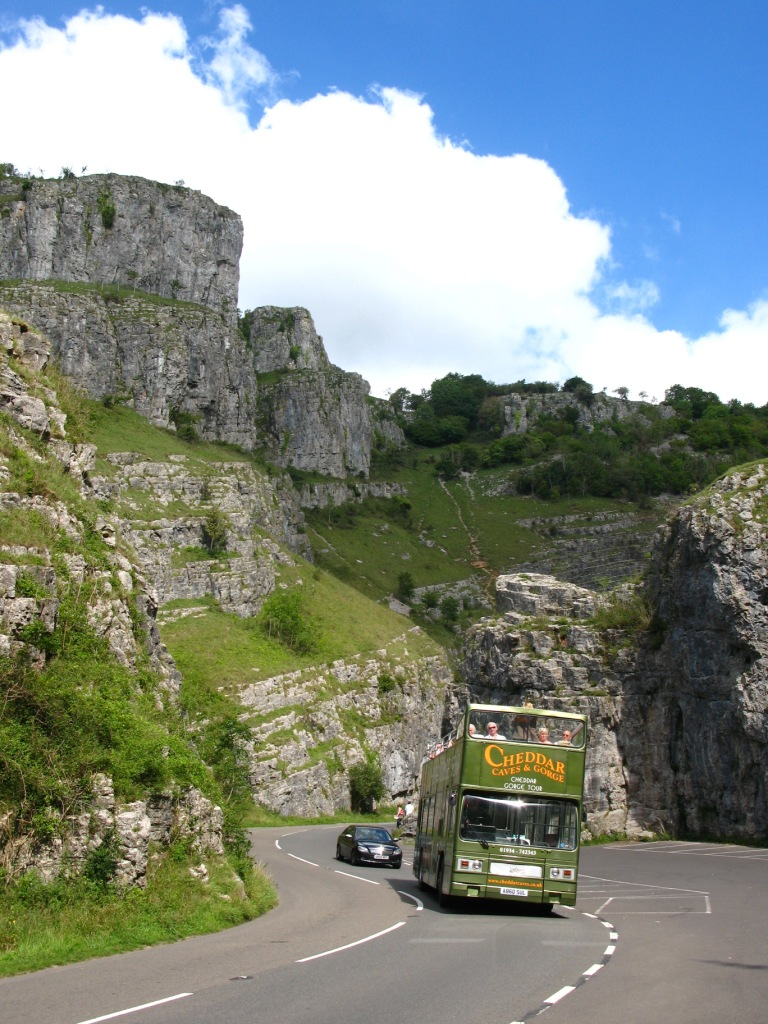
Un autobus turistico attraverso la Gola di Cheddar

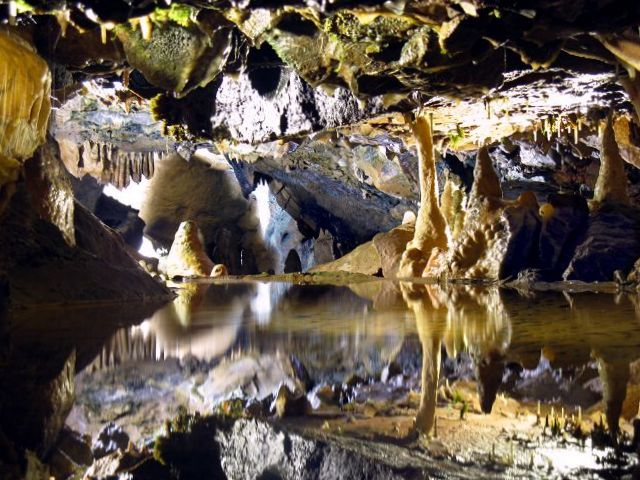
La Gough's Cave, una delle grotte della Gola di Cheddar

La Gola di Cheddar (in inglese: Cheddar Gorge) è una gola di 1,6 km di lunghezza del versante meridionale delle Mendip Hills, nella contea inglese del Somerset (Inghilterra sud-occidentale), situata nei pressi della cittadina di Cheddar (da cui il nome) e formatasi nell'ultimo periodo delle glaciazioni.
Definita dallo scrittore Daniel Defoe un "profondo e spaventoso baratro", è la più ampia gola del Regno Unito.

## Ubicazione
La Gola di Cheddar si trova tra le località di Weston-super-Mare e Wells (rispettivamente a sud-est della prima e a nord-ovest della seconda) ed è attraversata dalla strada B3135.

## Caratteristiche
Le pareti della gola sono costituite da rocce calcaree e raggiungono un'altezza massima di 138 metri.
Le grotte della gola, le Cheddar Caves ("Grotte di Cheddar"), scoperte nel corso del XIX secolo e poche delle quali sono aperte al pubblico, sono ricche di stalattiti e stalagmiti.

Al loro interno, sono stati anche rinvenuti resti di insediamenti umani che vanno dal Paleolitico all'epoca romana. Tra questi, vi è il famoso "Uomo di Cheddar" (Cheddar Man), uno scheletro umano rinvenuto nel 1903 risalente ad un periodo compreso tra 9.230 e 8.930 anni fa.
Le Cheddar Caves sono anche utilizzate - per la loro temperatura costante e per l'alto tasso di umidità - per la conservazione del celebre formaggio Cheddar.

## Flora
Tra le numerose piante che crescono sulle rocce della gola, vi è il garofano selvatico.

## Punti d'interesse

### Jacob's Ladder
La Jacob's Ladder è una scalinata composta da 274 gradini e dalla quale si può ammirare un panorama che spazia fino alla Glastonbury Tor e al parco nazionale dell'Exmoor.